# Nothoscordum nudicaule
Nothoscordum nudicaule là một loài thực vật có hoa trong họ Amaryllidaceae. Loài này được (Lehm.) Guagl. mô tả khoa học đầu tiên năm 1972.